# Катаро-оманские отношения
Катаро-оманские отношения — двусторонние дипломатические отношения между Катаром и Оманом.

## История
В июле 1972 года султан Омана Кабус бен Саид посетил с официальным визитом Катар, менее чем через год после того, как эта страна обрела независимость. В середине 1970-х годов в Катаре проживало около 6000 граждан Омана. В феврале 2001 года эмир Катара Хамад бин Халифа Аль Тани осуществил трехдневный официальный визит в Оман. 22 апреля 2010 года эмир Катара Тамим бин Хамад Аль Тани прибыл с двухдневным официальным визитом в Оман.
В 2017 году Оман стал основным транзитным маршрутом для продукции Катара, после того, как несколько стран Персидского залива разорвали с ним дипломатические отношения в рамках Катарского дипломатического кризиса. С июня 2017 года большинство катарских товаров прибывает в оманские порты в Салале и Сухаре. В этот же период времени запущено два прямых судоходных маршрута между этими двумя городами и портом Хамад на юге Омана. После того, как Qatar Airways были запрещены авиаперелёты в воздушном пространстве Саудовской Аравии, Оман разрешил Дохе осуществлять авиаперевозки в своём воздушном пространстве. Оман официально объявил о своём нейтралитете в данном дипломатическом кризисе, что существенно помогло Катару преодолеть последствия блокады со стороны других соседних стран.

## Торговля
В 2016 году объём товарооборота между странами составил сумму 814 млн. долларов США. В сентябре 2017 года объем товарооборота между Катаром и Оманом увеличился на 2000 % с момента начала дипломатического кризиса в июне этого года. За эти три месяца страны осуществили двусторонних сделок на сумму 702 млн. долларов США. 